# François Jouvenet (peintre)
Pour les articles homonymes, voir Jouvenet.
François Jouvenet, né à Rouen le 19 décembre 1664 et mort à Paris le 8 avril 1749, est un peintre français.

## Biographie
Neuvième fils de Laurent Jouvenet (1609-1681) et frère de Jean Jouvenet (1644-1717), François Jouvenet appartient à l’illustre famille de peintres Jouvenet. 
Portraitiste de talent, François Jouvenet est reçu membre de l’Académie de peinture en 1701. 
En 1717, il assiste à l'inhumation de son frère Jean Jouvenet.
En 1731, il apparaît aux côtés d'Henriette Favier, veuve de son neveu « Guillaume Vieil » [sic pour Le Viel ou Le Vieil] « maître vitrier, peintre sur verre à Paris » comme tuteur subrogé des enfants de ces derniers, nommés Pierre Vieil, vitrier peintre sur verre, âgé de 24 ans, Jean-Baptiste Vieil, âgé de 21 ans, et de Nicolas Vieil, âgé de 17 ans et demi. Parmi les témoins sont cités « Jean Le Vieil, oncle paternel » (des enfants) et Ferdinand Nardini, « huissier de la chambre de S.a.S. Monseigneur Le Comte de Clermont », gendre de François Jouvenet ,.  
François Jouvenet meurt le 8 avril 1749 à Paris, rue des Petits-Augustins et est enterré le lendemain paroisse Saint-Sulpice en présence de son fils François-Dagobert.

### Mariages et enfants
Veuf, en 1736, de sa première femme Marie Ellain François Jouvenet avait épousé en secondes noces Marie-Jeanne Bacouet, qui était de son côté veuve en premières noces de Jean-François Gueton, maître tailleur d'habits. Du premier lit étaient nés au moins cinq enfants, baptisés entre mars 1688 et mai 1694 dont
- Noël Jouvenet dit le Jeune, peintre
- François-Dagobert Jouvenet[4] (1688/1689-1756), peintre de l'Académie de Saint-Luc (en 1749[4])
- Marie-Élisabeth Jouvenet[4], mariée à Ferdinand Nardini[8].

### Domiciles

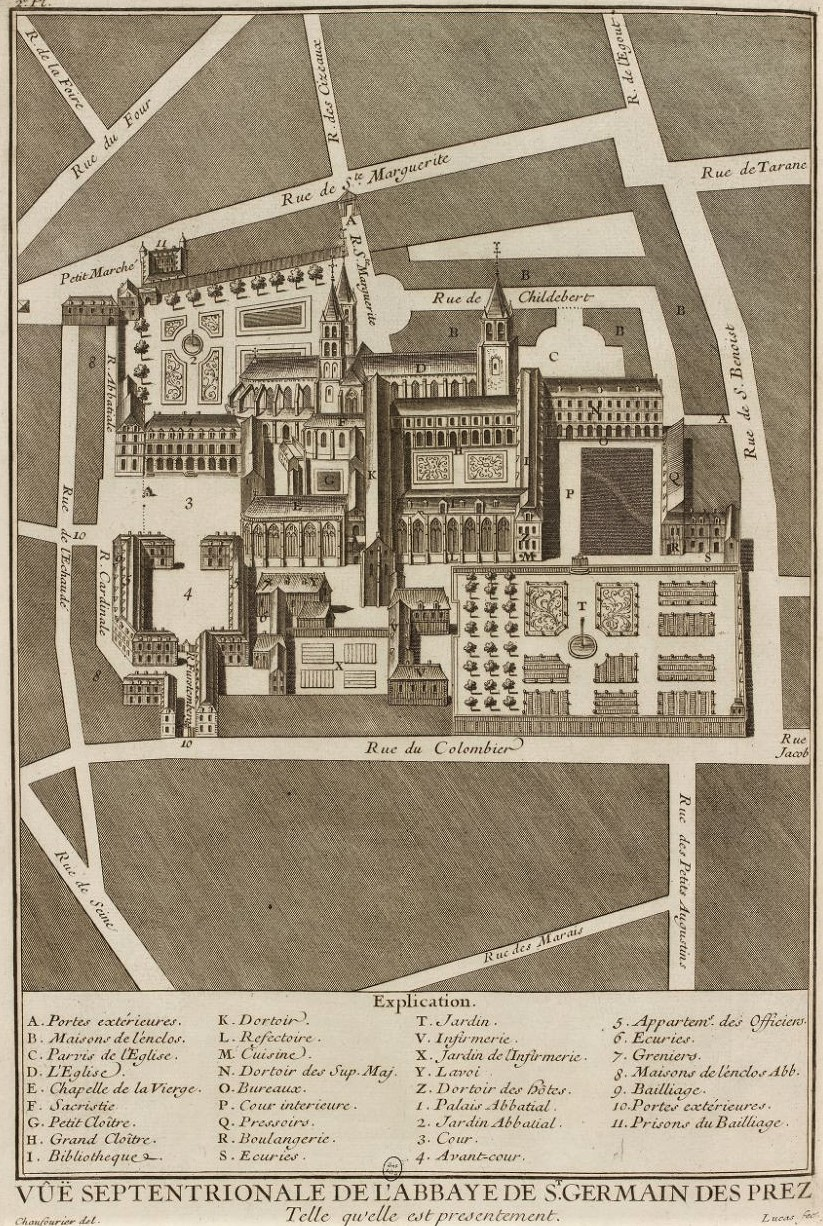
L'enclos de l'abbaye Saint-Germain-des-Prés, les rues du Colombier, des Petits-Augustins et Cardinale en 1724.

- Rue du Colombier (intégrée à la rue Jacob en 1836)
L'Almanach royal de 1720[9] signale dans sa rubrique « Académiciens » la présence du peintre Jouvenet dans la « rue du Colombier, joignant le mur du jardin de l'abbaye ». Cette adresse figure également sur l'extrait du registre de mariage de la paroisse Saint-Sulpice relatif au mariage de son neveu Jean Restout dit le Jeune célébré en 1729 dont François Jouvenet est témoin[10]. Il y demeure encore en 1736 lorsque, à sa requête et à celle de ses enfants François-Dagobert Jouvenet et Marie-Élisabeth, épouse Nardini, est établi l'inventaire après décès de sa première femme Marie, née Ellain[5]. Le peintre semble avoir occupé ce logement au moins jusqu'en 1738[11].
- Rue des Petits-Augustins (devenue rue Bonaparte)
François Jouvenet meurt le 8 avril 1749 à six heures du soir. Dès le lendemain, jour même de son convoi et de l'enterrement, à sept heures du matin, les scellés pour l'inventaire après décès sont posés à la requête de sa seconde épouse et désormais veuve Marie-Jeanne Bacouet sur le logement dont il était locataire au premier étage d'une maison de la rue des Petits-Augustins.

## Œuvre
On cite particulièrement de lui, le portrait de M. de La Borde, avocat général au Parlement de Paris et celui de M. de Maubert, maréchal des logis de la reine.
- Agen, musée des Beaux-Arts : Portrait de Louise-Élisabeth de Bourbon, huile sur toile, 93 × 64 cm[12].
- Caen, musée des Beaux-Arts : Portrait du frère François Romain, 1690.
- Orléans, musée des Beaux-Arts : Portrait de femme , 1696, huile sur toile, 74 × 60 cm, inv. 533[13].
- Rouen, musée des Beaux-Arts :
  - Portrait de l’architecte Romain de Hooghe, 1690 ;
  - Trompe-l’œil à la vitre brisée et à l'estampe.
- Troyes, musée des Beaux-Arts :
  - Athanase de Mesgrigny, évêque de Grasse ;
  - Nature morte, 1739.

Œuvres de François Jouvenet
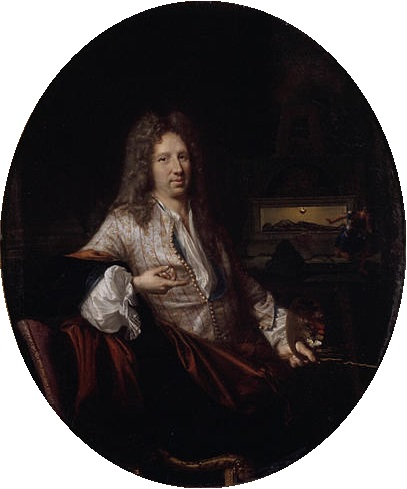
Portrait de René-Antoine Houasse (vers 1699), musée de Grenoble.
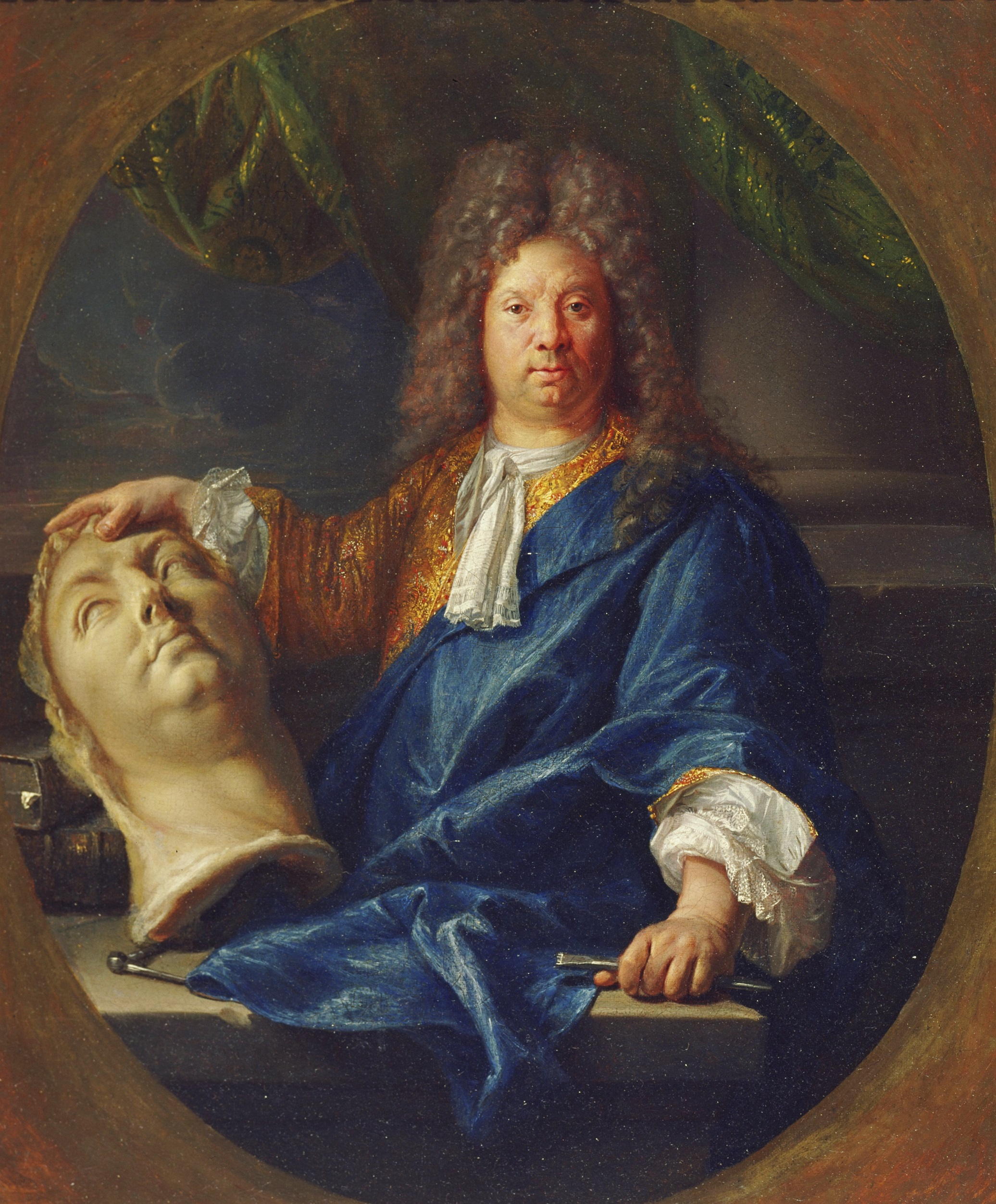
Portrait d'Antoine Coysevox (1701), Minneapolis Institute of Art.